# Finska alfabetet
Det finska alfabetet är en variant av det latinska alfabetet och består av följande 29 bokstäver:  
| Versaler ("stora bokstäver") |   |   |   |   |   |   |   |   |   |   |   |   |   |   |   |   |   |   |   |   |   |   |   |   |   |   |   |   |
| A                            | B | C | D | E | F | G | H | I | J | K | L | M | N | O | P | Q | R | S | T | U | V | W | X | Y | Z | Å | Ä | Ö |
| Gemener ("små bokstäver")    |   |   |   |   |   |   |   |   |   |   |   |   |   |   |   |   |   |   |   |   |   |   |   |   |   |   |   |   |
| a                            | b | c | d | e | f | g | h | i | j | k | l | m | n | o | p | q | r | s | t | u | v | w | x | y | z | å | ä | ö |

Av dessa förekommer b, c, f, g, q, w, x, z och å endast i lånord och egennamn. Också i lånord undviks vissa bokstäver, till exempel används "ks" istället för x. O i finskan uttalas likt det svenska "å", varmed bokstaven "å" ofta får namnet "Ruotsalainen o" (svenskt o) och U i finskan uttalas likt det svenska "o" och dubbla U som t. ex. i det finska efternamnet "Uusitalo" uttalas som ett långt "o".
Många ord med utländskt ursprung, speciellt ryska, skrivs även med š och ž.
Just nu innefattar finska alfabetet exakt samma bokstäver som svenska alfabetet.